# احمد الشناوی
احمد الشناوی (عربی: أحمد الشناوي؛ زاده ۱۴ مهٔ ۱۹۹۱) یک بازیکن فوتبال اهل مصر است.
وی بار ها درون دروازه تیم ملی مصر ایستاده و برای این تیم بازی کرده است. 